# 아마르테 아시
《아마르테 아시》(스페인어: Amarte así)는 2005년 방영된 미국의 텔레노벨라이다.